# Mönthal
Mönthal (in der lokalen Mundart: ˈmyəndəl) ist eine Einwohnergemeinde im Schweizer Kanton Aargau. Sie gehört zum Bezirk Brugg und liegt rund sechs Kilometer nordwestlich des Bezirkshauptorts Brugg.

## Geographie
Mönthal liegt in einer Mulde am westlichen Ende eines schmalen Seitentals in der Übergangszone zwischen Faltenjura und Tafeljura, auf halbem Weg zwischen Brugg und Laufenburg. Das Dorf ist fast gänzlich von Hügeln umgeben. Dazu gehören die Burghalde (643 m ü. M.) im Osten, die Egg (602 m ü. M.) im Norden, der Hommel (674 m ü. M.) im Westen und die Winterhalde (600 m ü. M.) im Süden. Etwas mehr als einen halben Kilometer westlich des Dorfes liegt der Weiler Ampferen (500 m ü. M.), darüber hinaus gibt es mehrere Einzelhöfe.
Die Fläche des Gemeindegebiets beträgt 394 Hektaren, davon sind 179 Hektaren bewaldet und 35 Hektaren überbaut. Der höchste Punkt ist der Gipfel des Hommel auf 674 Metern, der tiefste liegt auf 440 Metern an der östlichen Gemeindegrenze. Das Gemeindegebiet von Mönthal ist Teil des Juraparks Aargau, einem «Regionalen Naturpark von nationaler Bedeutung». Nachbargemeinden sind Gansingen im Norden, Remigen im Osten, Bözberg im Süden, Böztal im Westen und Laufenburg im Nordwesten.

## Geschichte
Funde belegen, dass das Tal bereits seit der frühen Bronzezeit vor rund 4500 Jahren besiedelt war. Damals befand sich auf der Burghalde eine befestigte Höhensiedlung. Die erste urkundliche Erwähnung der Kirche von Muenuntal erfolgte im Jahr 1273. Der Ortsname stammt vom althochdeutschen (ze) muonintale und bedeutet «im Tal des Muono». Im 13. Jahrhundert fassten die Habsburger ihre Herrschaftsrechte westlich und nördlich von Brugg im Gericht Bözberg zusammen. Dazu gehörten neben Mönthal auch Oberbözberg, Unterbözberg, Lauffohr, Linn, Rein, Remigen, Riniken, Rüfenach, Stilli und Villigen. In diesen Dörfern übten die Habsburger die Blutgerichtsbarkeit aus, in Mönthal, Remigen und Villigen zusätzlich die niedere Gerichtsbarkeit.

Luftansicht (1950)

Ab 1348 wechselte das Gericht durch Verpfändung mehrmals den Besitzer und kam 1377 schliesslich zur Herrschaft Schenkenberg. 1444 wurde das Dorf während des Alten Zürichkriegs gebrandschatzt. 1460 besetzte die Stadt Bern die Herrschaft Schenkenberg militärisch und fügte sie den Untertanengebieten im Berner Aargau an. 1528 führten die Berner die Reformation ein. Im Jahr 1566 erfolgte die Trennung des Gerichtsbezirks Bözberg, und die Gerichtsfälle wurden von nun an in Stilli verhandelt. 1718 vernichtete ein Brand einen Teil des Dorfes.
Beim Franzoseneinfall im März 1798 entmachteten die Franzosen die «Gnädigen Herren» von Bern und riefen die Helvetische Republik aus, die 1803 aufgelöst wurde. Mönthal gehört seither zum Kanton Aargau. Um 1850 zählte die Gemeinde noch über 500 Einwohner. Da die Landwirtschaft immer weniger Verdienstmöglichkeiten bot, wanderten viele Bewohner aus. Bis 1970 sank die Einwohnerzahl auf weniger als die Hälfte. Doch dann konnte der Abwärtstrend gestoppt werden, da die Gemeinde sich zunehmend als ruhig gelegener Wohnort positionieren konnte. Innerhalb von dreissig Jahren nahm die Einwohnerzahl um mehr als drei Viertel zu.

## Sehenswürdigkeiten
Die aus dem Mittelalter stammende reformierte Kirche wurde um 1480 durch einen Chor ergänzt. Bis 1860 war Mönthal eine Filiale der Pfarrei Brugg, die aus dem Jahr 1590 stammenden Chorfenster wurden von den Brugger Ratsherren gestiftet.

## Wappen
Die Blasonierung des Gemeindewappens lautet: «In Blau drei gelbe Spitzen, überhöht von drei sechsstrahligen gelben Sternen.» Bereits das Gemeindesiegel von 1872 verwendete ein ähnliches Wappen, allerdings verlief schräg zwischen dem ersten und zweiten Berg ein Fluss, und die Bergspitzen waren abgerundet. Naturalistische Darstellung widersprechen den Regeln der Heraldik, weshalb das Wappenbild 1953 geändert wurde.

## Bevölkerung
Die Einwohnerzahlen entwickelten sich wie folgt:
| Jahr      | 1764 | 1850 | 1900 | 1930 | 1950 | 1960 | 1970 | 1980 | 1990 | 2000 | 2010 | 2020 |
| Einwohner | 253  | 515  | 333  | 287  | 257  | 255  | 239  | 280  | 397  | 398  | 413  | 393  |

Am 31. Dezember 2023 lebten 405 Menschen in Mönthal, der Ausländeranteil betrug 13,8 %. Bei der Volkszählung 2015 bezeichneten sich 43,0 % als reformiert und 23,0 % als römisch-katholisch; 34,0 % waren konfessionslos oder gehörten anderen Glaubensrichtungen an. 95,2 % gaben bei der Volkszählung 2000 Deutsch als ihre Hauptsprache an sowie je 1,3 % Albanisch und Französisch.

## Politik und Recht
Die Versammlung der Stimmberechtigten, die Gemeindeversammlung, übt die Legislativgewalt aus. Ausführende Behörde ist der fünfköpfige Gemeinderat. Er wird im Majorzverfahren vom Volk gewählt, seine Amtsdauer beträgt vier Jahre. Der Gemeinderat führt und repräsentiert die Gemeinde. Dazu vollzieht er die Beschlüsse der Gemeindeversammlung und die Aufgaben, die ihm vom Kanton zugeteilt wurden. Für Rechtsstreitigkeiten ist in erster Instanz das Bezirksgericht Brugg zuständig. Mönthal gehört zum Friedensrichterkreis VIII (Brugg).

## Wirtschaft
In Mönthal gibt es gemäss der im Jahr 2015 erhobenen Statistik der Unternehmensstruktur (STATENT) rund 100 Arbeitsplätze, davon 22 % in der Landwirtschaft, 35 % in der Industrie und 43 % im Dienstleistungssektor. Viele Erwerbstätige sind Wegpendler und arbeiten in Brugg und Umgebung oder im Fricktal.
Weiterhin von Bedeutung ist der Weinbau. Am Südwesthang der Burghalde war im Jahr 2018 eine Fläche von 2,4 Hektaren mit Reben bestockt. Dabei überwiegen die Sorten Riesling × Sylvaner, Blauburgunder und Zweigelt.

## Verkehr
Das Dorf liegt abseits der Hauptverkehrsachsen an der Kantonsstrasse 456 über die Ampferenhöhe (579 m ü. M.), einem wenig benutzten Juraübergang nach Sulz im Hochrheintal. Eine weitere Strasse führt über den Bürersteig (550 m ü. M.) nach Gansingen. Vom Bahnhof Brugg her verkehrt eine Postautolinie über Rüfenach nach Mönthal.

## Bildung
Die Gemeinde verfügt seit Juli 2007 weder über einen Kindergarten noch eine Primarschule. Schulkinder müssen sich deshalb ins Nachbardorf Remigen begeben. Sämtliche Oberstufen (Realschule, Sekundarschule und Bezirksschule) können in Brugg besucht werden. Die nächstgelegenen Gymnasien sind die Kantonsschule Baden und die Kantonsschule Wettingen.